# Jerikotunneln
Jerikotunneln är en del av motorvägen E20 mellan Partille och Lerum och ligger strax utanför Jonsered. Den är 110 meter lång och har 100 km/h som högsta tillåtna hastighet. Byggtiden var två år[källa behövs] och tunneln invigdes 1963. Vägen ersatte då en krokig landsväg som gick parallellt med Västra stambanan längs med sjön Aspen. Tunneln byggdes för den dåvarande vänstertrafiken, med gängse prospektering av nivåer, kurvor och vägsträckning därav. Det är därför det idag är lätt att före tunneln i ostlig riktning bli bländad av den mötande trafiken som kommer ut från tunneln. Namnet härstammar från en byggnad, kallad Jeriko, som ligger nära tunneln. Tunneln fungerar som en ekodukt
Jerikotunneln har två körfält i västlig och tre körfält i östlig riktning. Det tredje körfältet i östlig riktning tillkom i samband med murdekorationen år 1994, i samband med upprustningen av staden Göteborg och dess omgivningar inför Friidrotts-VM 1995[källa behövs].

## Framtida planer
Nära tunneln studeras ett nytt mot, Jerikomotet, i en tvärförbindelse mellan E20 och riksväg 40 som ansluter med Landvettervägen väg 549 vid Åstebo i Furulund, kallad Jerikolänken.
En byggnation av Jerikolänken skulle innebära att tvärförbindelsen dras genom ett oexploaterat skogsområde. Bland annat skulle inte orienteringstävlingar längre kunna hållas i området. Även djur skulle tryckas undan från skogen, med mindre mångfald som resultat.
Alternativ som har diskuterats i Partille kommun är en utbyggnad av Landvettervägen, alternativt Tingsvägen/Landvettervägen. En utbyggnad av Härskogsvägen har också diskuterats som ett alternativ.
Även en utbyggnad av Härkeshultvägen har diskuterats som ett annat alternativ.  

## Källhänvisningar
1. 1 2 3 4  ”Broar och tunnlar inför 2000-talet”. Vägverket, Enheten för statlig väghållning. 05 2001 sid = 8. Arkiverad från originalet den 29 oktober 2013. https://web.archive.org/web/20131029194507/http://publikationswebbutik.vv.se/upload/5489/2001_18_broar_tunnlar_infor_2000_talet.pdf. Läst 22 december 2012.
2. ↑  ”Ekonomiska kartan 1962 1B Göteborg 1g Jonsered”. Lantmäteriet. http://historiskakartor.lantmateriet.se/arken/s/show.html?showmap=true&archive=RAK&sd_base=rak2&sd_ktun=52414b5f4a3133332d374231673634&archive=RAK. Läst 22 december 2012.
3. 1 2  ”Förstudie Väg 549, tvärförbindelse E 20 – väg 40 Beslutshandling”. Trafikverket. 20 september 2012. Arkiverad från originalet den 2 april 2015. https://web.archive.org/web/20150402230842/http://www.trafikverket.se/contentassets/f2b128a54bbf419997f03f1e35a01676/forstudie_beslutshandling_vag_549_2012_inkl_bilagor_webbversion.pdf. Läst 22 december 2012.
4. ↑  ”Nu diskuteras Slambymotet på allvar”. GP. 12 oktober 2006. https://www.gp.se/cmlink/nu-diskuteras-slambymotet-p%C3%A5-allvar-1.1215308?ajax=true&site=2.189&page=2.189. Läst 1 december 2019.